# La Pitahayita, Culiacán
La Pitahayita är en ort i Mexiko.   Den ligger i kommunen Culiacán och delstaten Sinaloa, i den västra delen av landet, 1 000 km nordväst om huvudstaden Mexico City. La Pitahayita ligger 77 meter över havet och antalet invånare är 277.
Terrängen runt La Pitahayita är huvudsakligen platt, men åt nordost är den kuperad. Runt La Pitahayita är det ganska tätbefolkat, med 155 invånare per kvadratkilometer. Närmaste större samhälle är Culiacán, 10,0 km söder om La Pitahayita. I omgivningarna runt La Pitahayita växer huvudsakligen savannskog.